# Witold Gracjan Kawalec
Witold Gracjan Kawalec (ur. 17 listopada 1922 w Wilnie, zm. 24 grudnia 2003 w Crediton) – polski rzeźbiarz tworzący w Wielkiej Brytanii.

## Życiorys

### Młodość
Wybuch II wojny światowej przerwał studia na Wydziale Sztuk Pięknych na Uniwersytecie im. Stefana Batorego w Wilnie. Działał konspiracyjnie w szeregach Armii Krajowej na Wileńszczyźnie, ale został schwytany przez Rosjan i internowany. Zwolniony przedostał się do Palestyny i tam dołączył do polskiej Armii gen. Wł. Andersa. Walczył pod Tobrukiem, a po rozformowaniu jego dywizji razem z żołnierzami ewakuował się do Wielkiej Brytanii i tam został przyjęty na wyszkolenie do Royal Air Force. Został przydzielony do bazy w okolicach Nottingham, gdzie poznał swoją przyszłą żonę Danutę Banszel. Po wyszkoleniu został przydzielony do Dywizjonu 307 stacjonującego w Exeter.

### Życie w Wielkiej Brytanii
Po zakończeniu wojny powrócił do Nottingham i wstąpił do Nottingham College of Art aby kontynuować przerwane w 1939 studia. W 1953 założył swoją pierwszą pracownię, jego ulubionym tworzywem okazał się alabaster. Tworzył abstrakcyjne formy inspirowane przeżyciami z czasów wojny. Pierwsza duża wystawa twórczości Witolda Kawalca miała miejsce w 1959 w ramach letniej wystawy w Royal Academy, a druga w 1963 w Drian Gallery. To właśnie ta druga wystawa sprawiła, że artysta poznał Cicely Saunders i zetknął się z powstającym wówczas ruchem hospicyjnym. Najbardziej znanym dziełem Witolda Kawalca jest umieszczona nad wejściem do Hospicjum św. Krzysztofa w Londynie metaforyczna rzeźba przedstawiająca św. Krzysztofa prowadzącego Jezusa przez wodę, która została ona odsłonięta przez księżnę Aleksandrę Ogilvy. Jego rzeźby od 1966 ozdabiają St. Aidan Church, Basford w Nottingham. W 1976 przeprowadził się do Crediton, gdzie założył plenerową wystawę swoich rzeźb. W tamtejszym kościele (Crediton Parish Church) znajduje się wykonana przez niego rzeźba św. Bonifacego.